# دارمشتات (منطقه)
دارمشتات (منطقه) (به آلمانی: Darmstadt (region)) یک رگیرونگسبتسیرک در آلمان است که در هسن واقع شده‌است.

## خصوصیات
دارمشتات ۳٬۷۸۰٬۳۷۴ نفر جمعیت دارد.